# Samuel Pearson Goddard junior
Samuel Pearson Goddard junior (* 8. August 1919 in Clayton, Missouri; † 1. Februar 2006 in Paradise Valley, Arizona) war ein US-amerikanischer Politiker und von 1965 bis 1967 Gouverneur des Bundesstaates Arizona.

## Leben
Goddard war auf der Harvard University und Mitglied im Glee Club und im Ruderteam. Wegen seiner sportlichen Erfolge wurde er 1976 in die Hall of Fame der Ruderer aufgenommen. Goddard graduierte 1941 mit einem Bachelor in Kunstgeschichte.
Nach seiner Graduierung schrieb sich Goddard beim United States Army Air Corps ein und diente im Zweiten Weltkrieg bei der Luftwaffe als Offizier in England, Indien, Nordafrika und im Südpazifik. Er verließ die Luftwaffe 1946 als Major, blieb allerdings als Reservist aktiv und konnte schließlich den Rang des Obersts erlangen.
Goddard studierte nach dem Krieg Jura an der University of Arizona und praktizierte als Rechtsanwalt in Tucson.

## Politik
1959 wurde er Chairman der Tucson Youth Study Group und wurde zum Mitglied der White House Konferenz für Jugendliche und Kinder. Seine Arbeit für die Organisation verschaffte ihm den Titel Tucson Man of the Year 1959.
Er wurde 1960 zum Chairman der Arizona Democratic State Committee gewählt. Erstmals stellte er sich 1962 als Kandidat zur Wahl des Gouverneurs von Arizona auf und scheiterte. Nachdem er es 1964 erneut versucht und gewonnen hatte, war er Gouverneur bis 1965. Sein Symbol für die Wahlkampagne war ein Roadrunner der auch über die Grenzen von Arizona bekannt wurde. Bei den Gouverneurswahlen 1966 und 1968 verlor er seinen Posten an John Richard Williams, allerdings arbeitete er weitere zehn Jahre für die Arizona Democratic Party und 20 Jahre für das Democratic National Committee.
Er hinterlässt seine zweite Ehefrau und drei Kinder.